# Kuczerow (obwód kurski)
Kuczerow (ros. Кучеров) – chutor w zachodniej Rosji, w sielsowiecie kondratowskim rejonu biełowskiego w obwodzie kurskim.

## Geografia
Miejscowość położona jest  8 km od centrum administracyjnego sielsowietu kondratowskiego Ozierki, 22,5 km od centrum administracyjnego rejonu Biełaja, 97 km od Kurska.
W granicach miejscowości znajdują się ulice: Muzulewka, Park, Sad, Sadowaja, Technikum, Chmielnaja, Chutor.

## Demografia
W 2010 r. miejscowość zamieszkiwało 176 osób.

## Urodzeni w chutorze
- Konstantin Pawłowicz Arnoldi (ur. w 1842, zm. w 1917 w chutorze Kuczerow) – właściciel ziemski, specjalista ds. rolnictwa, przywódca szlachty ujezdu sudżańskiego, przedstawiciel ujezdu w dumie guberni kurskiej w latach 1893-1896. Założyciel bezpłatnej szkoły gospodarstwa wiejskiego w chutorze Kuczerow.[5]

## Zabytki
- Dwór Konstantina Arnoldiego (XIX wiek)[2]